# Rybka (mina)

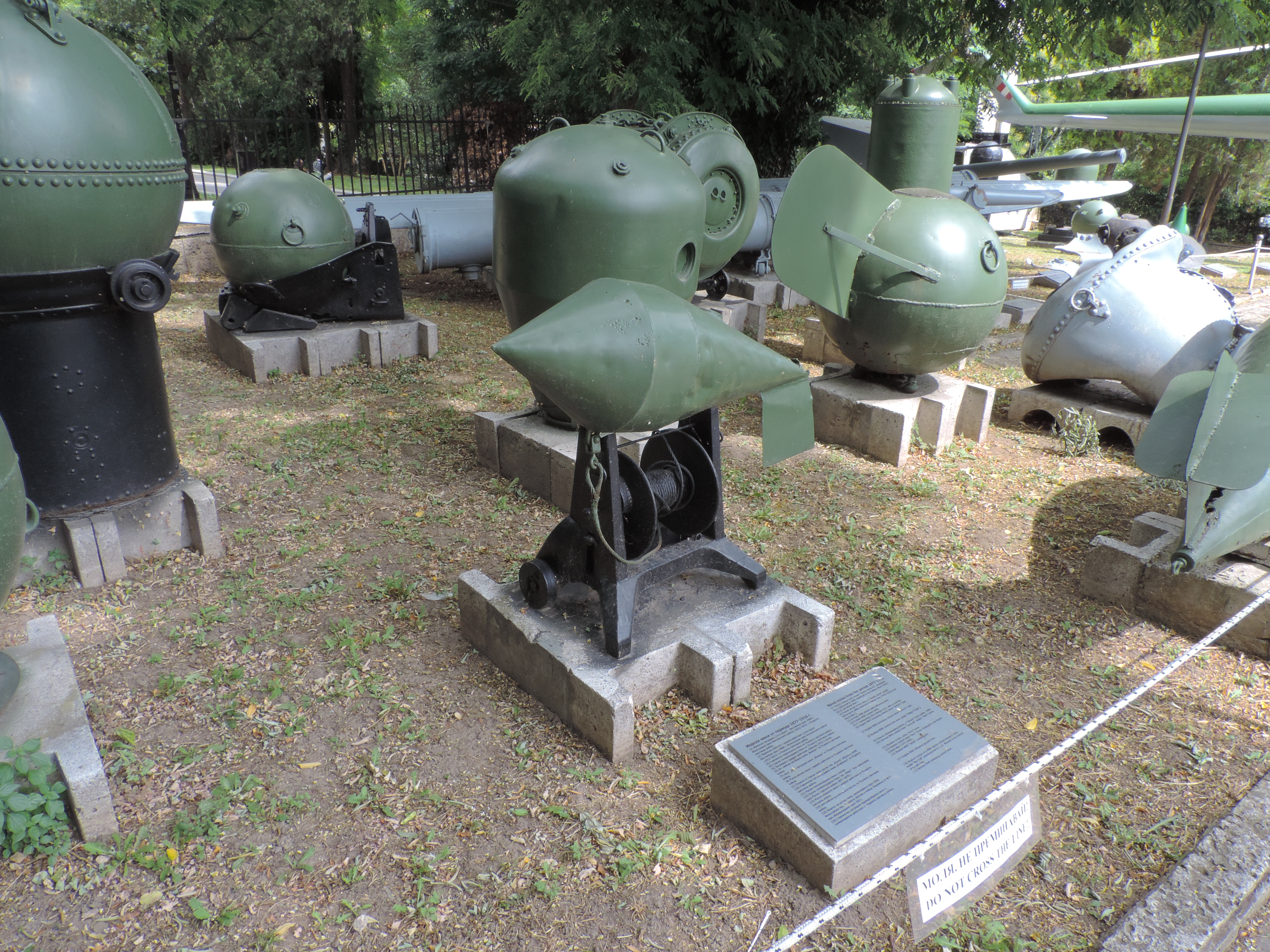
Odmiana rosyjskiej miny „rybka” (na pierwszym planie w centrum)

Rybka – mina rzeczna konstrukcji rosyjskiej z 1915 roku, od 1922 roku produkowana w Polsce, znajdująca się na wyposażeniu Marynarki Wojennej do 1939 roku. Rybka wyposażona była w zapalnik kontaktowy i kotwicę, mogła być stawiana na rzekach i na przybrzeżnych wodach morskich.

## Zastosowanie
Miny Rybka były w wyposażeniu rosyjskiej flotylli rzecznej od 1915 roku, ich seryjną produkcję w Polsce w 1922 roku rozpoczął Główny Skład Materiałów Wybuchowych. Miny te były stawiane przez okręty rzeczne i przybrzeżne płynące z prędkością do 6 węzłów, co zapewniało właściwe odległości między ładunkami i chroniło je przed uszkodzeniem. Były one powszechne na wyposażeniu trałowców. Wobec niedostatku zaopatrzenia były wykorzystywane w 1939 roku również między innymi do minowania mostów. Łączone były w takich przypadkach w wiązki, mocowane do przęseł mostu, a końcówki kabli detonacyjnych wyprowadzano na brzeg. Zgodnie z intencjami konstruktorów i z Regulaminem Służby Broni Podwodnej, miny Rybka mogły być stawiane na wodach morskich – przybrzeżnych i na wodach otwartych, choć wadą była mała masa materiału wybuchowego, co powodowało ich skuteczność tylko wobec słabo opancerzonych jednostek pływających i okrętów podwodnych. Nie zostały jednak użyte w obronie Wybrzeża podczas wojny obronnej 1939 roku.

## Konstrukcja
Mina miała długość 1135 mm, rozszerzała się stożkowo aż do cylindrycznej części centralnej o średnicy 306 mm, a w części tylnej miała kształt wydłużonego stożka. Na jego końcu, od spodu umieszczano kwadratową blaszkę (ster), utrzymującą minę w odpowiednim położeniu względem nurtu wody. Przednia część wypełniona powietrzem zapewniała pływalność, pod spodem części środkowej było ucho do mocowania minliny. W tylnej sekcji znajdował się ładunek trotylu o masie 10–12 kg, w zależności od stopnia zalania. Napełnianie min odbywało się przez otwór w górnej części. Na końcu miny umieszczono bezpiecznik cukrowy, sprawiający, iż po zatopieniu stawała się nierozbrajalna – jej wyłowienie powodowało eksplozję, a unieszkodliwić ją można było tylko poprzez zdetonowanie z bezpiecznej odległości. We wnętrzu korpusu znajdowała się sprężyna, blokowana przez kostkę cukru. Po jej rozpuszczeniu następowało cofnięcie się sprężyny, która zwalniała też zaczep blokujący końcówki tak zwanych wąsów – metalowych prętów o długości ponad 40 cm, które rozkładały się na boki miny. Ich poruszenie powodowało zwolnienie zbijaka sprężynowego i uderzenie w spłonkę zapalnika artyleryjskiego oraz eksplozję ładunku głównego. Obudowa łączona była nowatorską w latach 20. XX wieku techniką spawania.

## Dane taktyczno-techniczne
- Masa: około 30 kg
- Masa materiału wybuchowego: 10–12 kg
- Długość: 1135 mm
- Średnica maksymalna: 306 mm
- Maksymalna głębokość stawiania: 140 m
- Najmniejszy odstęp między minami: 20 m

## Dane kotwicy
- Długość: 45 cm
- Szerokość: 65 cm
- Wysokość: 60 cm
- Masa: 18 kg (bez minliny)
- Minlina: 7/8 cala (do głębokości 35–50 m)
- Lina: 1 cal (do głębokości 35 m)